# Tony Ricou
Pour les articles homonymes, voir Ricou.

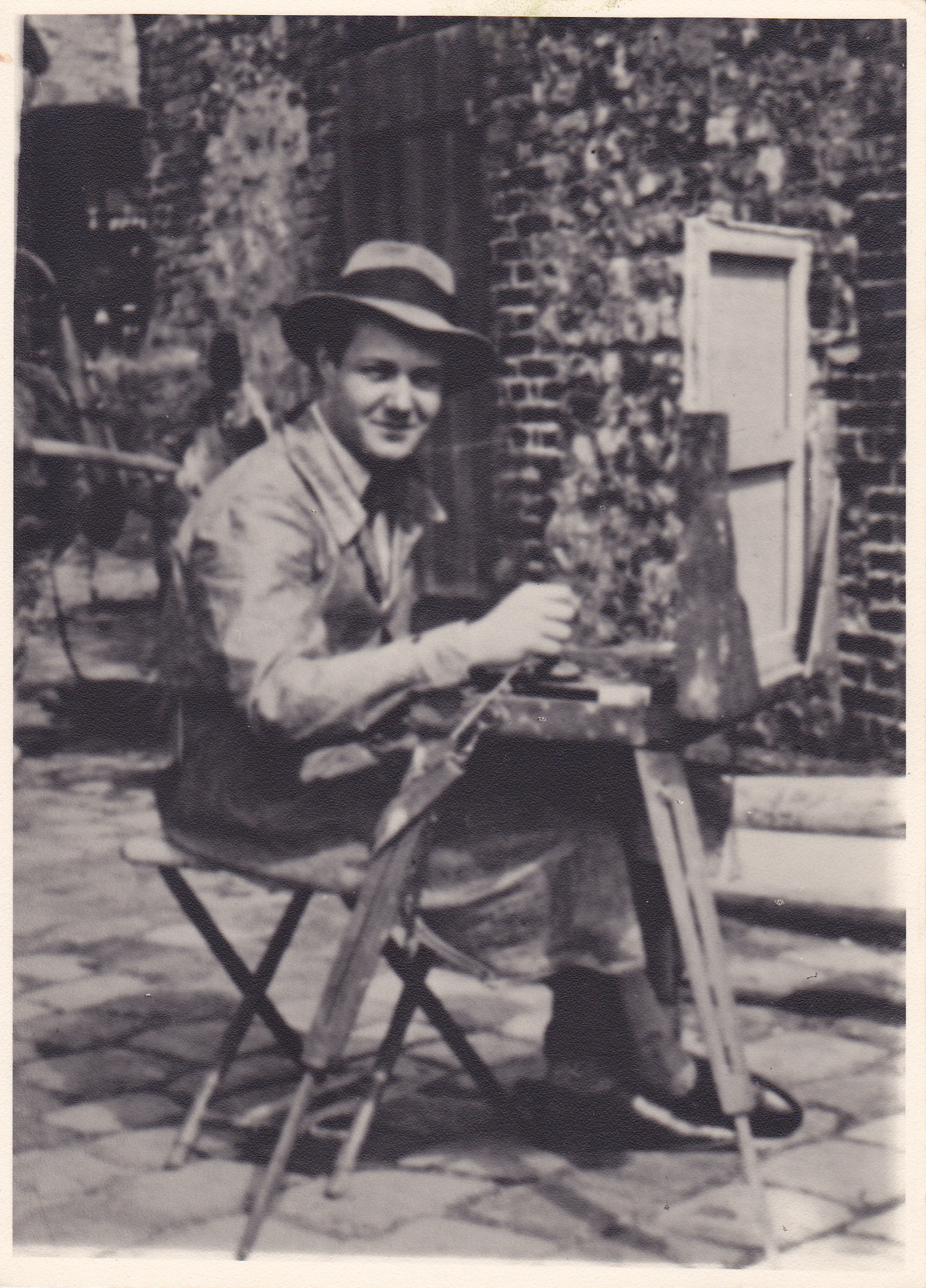

Tony Ricou alias Richard Tavernier (Paris, 10 août 1912 - Cologne, 7 janvier 1944) est un résistant français et un dirigeant de Combat Zone Nord.

## Biographie
Son père, Georges Ricou, fut directeur de l'Opéra-Comique (de 1925 à 1932, avec Louis Masson).
Avant-guerre, il est adjoint au chef de cabinet de Camille Chautemps.
En juin 1940, affecté au 2e bureau de la Place de Paris, il gagne la croix de guerre.
Devenu résistant, il donne son nom au petit groupe de pionniers (Elizabeth et Paul Dussauze, Marthe Delpirou, Philippe Le Forsonney, Charles Le Gualès de la Villeneuve) qui se réunit chez lui, 80, rue Spontini (Paris XVIe).
Lors de la réorganisation du groupe Nord, il est chargé de la liaison avec les groupes de province, c’est à ce titre qu’il rallie le groupe de Compiègne.
Arrêté par la Geheime Feldpolizei le 5 février 1942, il est emprisonné à Fresnes, au Cherche-Midi, puis déporté à la prison de Sarrebruck, en vertu du décret Nacht und Nebel.
Le 12 octobre 1943, avec Jane Sivadon, Elizabeth Dussauze, André Noël, Paul Dussauze, Charles Le Gualès de la Villeneuve, il est condamné à mort par le 2e sénat du Volksgerichtshof.
Il est guillotiné à la prison de Cologne le 7 janvier 1944, avec André Noël, Paul Dussauze et Charles Le Gualès de la Villeneuve.

## Décorations
- Croix de guerre 1939-1945
- Médaille de la Résistance française avec rosette à titre posthume (décret du 24 avril 1946)[4]

## Allocution prononcée à la radio le 7 janvier 1946 par François Morin
« Paris, le 7/1/1946
À la fin du printemps de 1941, je me suis rendu un soir dans une maison du 7e arrondissement à mon premier rendez vous de résistance. Tous ceux qui, à un moment quelconque pendant l’occupation ont fait du travail clandestin, ont connu la joie profonde de ce premier acte d’homme libre en présence des allemands. Ils savent aussi avec quelle émotion on regarde pour la première fois ceux auxquels on va se joindre, la première équipe dont on fait partie.
Ce groupement n’avait pas encore de nom, cependant il existait, bien charpenté, avec de profondes ramifications en province, et comportait, non seulement des groupes d’actions, mais aussi une organisation de presse clandestine. Beaucoup se souviennent encore certainement des Petites Ailes et de La France continue, de ces premiers feuillets qui paraissaient alors une audace suprême. Plus tard, lorsque la série d’arrestations dont je vais parler s’est abattue sur nous, les quelques éléments restants furent repris en main par Jacques Lecompte-Boinet, et formèrent le petit noyau de départ de « Ceux de la Résistance ».
Je voudrais aujourd’hui saluer la mémoire de quatre de mes camarades qui faisaient partie de cette première équipe à laquelle j’ai appartenu et qui moururent il y a aujourd’hui deux ans.
Tony Ricou était un grand garçon brun de 29 ans, d’un abord souriant et aimable. Ses dons artistiques étaient exceptionnels et il était en particulier un peintre de très grand talent. Il avait 12 ans quand, pour la première fois, certaines de ses toiles furent exposées au Salon d’Automne. Il aurait pu facilement se concentrer sur cette carrière qui s’annonçait brillante. Mais, après des études de Droit, il entra rapidement au cabinet du ministère de l’Intérieur, puis à la présidence du Conseil.
Gravement malade pendant son service militaire, il fut réformé à 100 % et pensionné; cependant, au début de juin 1940, il réussit, par un prodige administratif, à s’engager dans une unité combattante de cavalerie et fut proposé pour une citation. 
C’est dès 1940 qu’il entra dans la Résistance active, dans le groupe même où je l’ai rencontré en 1941.
Il était, dans son aspect, en contraste saisissant avec un autre de nos camarades, Paul Dussauze. Autant Tony Ricou était d’un abord souriant et ouvert, autant Paul Dussauze se montrait froid et réservé. Chez ce dernier, c’était la flamme intérieure, le scrupule, la recherche du dépouillement qui dominaient. Architecte diplômé par le gouvernement, décorateur et constructeur d’appareils de radio, lui aussi entra dans la résistance active dès 1940. Il créa et dirigea les services de transmission radio de notre groupe.
Le troisième dont je veux parler, André Noël, frappait immédiatement par sa finesse et son sens des nuances. C’est ensuite que l’on percevait tout ce que cette délicatesse masquait d’idéalisme et de fermeté. Après de brillantes études, docteur en droit, diplômé de l’école des Sciences Politiques et des Hautes études commerciales, licencié ès-lettres, il fut mobilisé comme lieutenant de réserve et sa conduite lui valut la croix de Guerre avec palmes et trois citations à l’ordre du régiment, de la division et de l’armée. Après avoir, pendant plus d’une année répandu autour de lui l’esprit de résistance, il entra dans notre groupe en juillet 1941. Il y fut très vite chargé des liaisons avec les autres groupes de Résistance et du recrutement des agents importants.
Enfin, Charles Le Gualès de la Villeneuve, qui était notre doyen d’âge et qui, à près de 60 ans, ayant fait les deux guerres, commandant de réserve de cavalerie, se joignit à notre groupe en 1940. Il accepta, avec une parfaite aisance dans sa modestie, de se mettre sous les ordres des jeunes que nous étions et pour lesquels il était en même temps un exemple de dévouement infatigable.
Avec quelques autres camarades, et notamment la sœur de Paul Dussauze, ces quatre hommes constituaient l’équipe centrale de notre groupe.
Dès le début de 1942, nous fûmes trahis par un Français qui, travaillant pour la Gestapo, avait réussi à s’introduire parmi nous. Du coup de filet qui suivit la dénonciation et qui se plaça dans les premiers jours de février 1942, bien peu réchappèrent.
Nos quatre camarades furent alors arrêtés, avec près de trente autres du groupe et envoyés en Allemagne en juin 1942. L’instruction dura 21 mois à partir de leur arrestation à Paris. Durant ces 21 mois, Tony Ricou, en tant que dirigeant fut mis au secret le plus absolu. Il fut très vite clair pour nos camarades que la Gestapo était admirablement renseignée sur notre organisation en raison du rôle que son agent était parvenu à jouer.
Tony Ricou revendiqua pour lui seul la responsabilité des faits relevés contre le groupe tout entier et maintint sa position en dépit des protestations de plusieurs de ses camarades. Ceux qui approchèrent Paul Dussauze en prison, le considérait comme un appui, comme un soutien moral par son courage, son calme et sa parfaite lucidité. Quant à André Noël, l’élévation de son attitude et de sa pensée forçait l’estime de ses juges qui y rendirent hommage. Durant tous les interrogatoires, Charles Le Gualès, lui aussi, observa la plus totale discrétion  et garda une foi inébranlable dans le succès de la cause à laquelle il savait déjà qu’il avait donné sa vie.
Le jugement même était de pure forme, et en octobre 1943, ils furent tous les quatre condamnés à mort en même temps que 19 autres camarades du groupe.
Tony Ricou, au jugement, rappela aux juges allemands les paroles de Schiller « Un peuple n’est rien s’il ne met l‘honneur au-dessus de tout ».
André Noël se levant, cita Fichte qui, durant l’occupation de l’Allemagne par les armées de Napoléon disait à la jeunesse allemande : « Restez dignes et résistez » . « C’est ce que nous avons fait » ajouta-t-il. Et Paul Dussauze, au lendemain de son jugement, écrivait à sa sœur, elle aussi condamnée à mort : « Depuis hier, je sais que je n’ai pas perdu ma vie puisqu’il m’est permis de la donner ».
Après encore trois mois de prison qu’ils passèrent les menottes aux mains, ils furent tous les quatre exécutés à Cologne le 7 janvier 1944, il y a deux ans.
Aujourd’hui, jour anniversaire de leur mort, je voulais saluer leur souvenir. Ils ont été des pionniers de la Résistance et ils en ont connu les débuts ingrats et difficiles. Au-delà des décorations pour lesquels ils sont proposés, au-delà des témoignages officiels et des citations, ils ont droit, de notre part à tous, à la reconnaissance et au souvenir. »

## Sources
- Archives nationales.
- Musée de la Résistance et de la Déportation de Besançon.
- BDIC (Nanterre).